# Повіт Онума

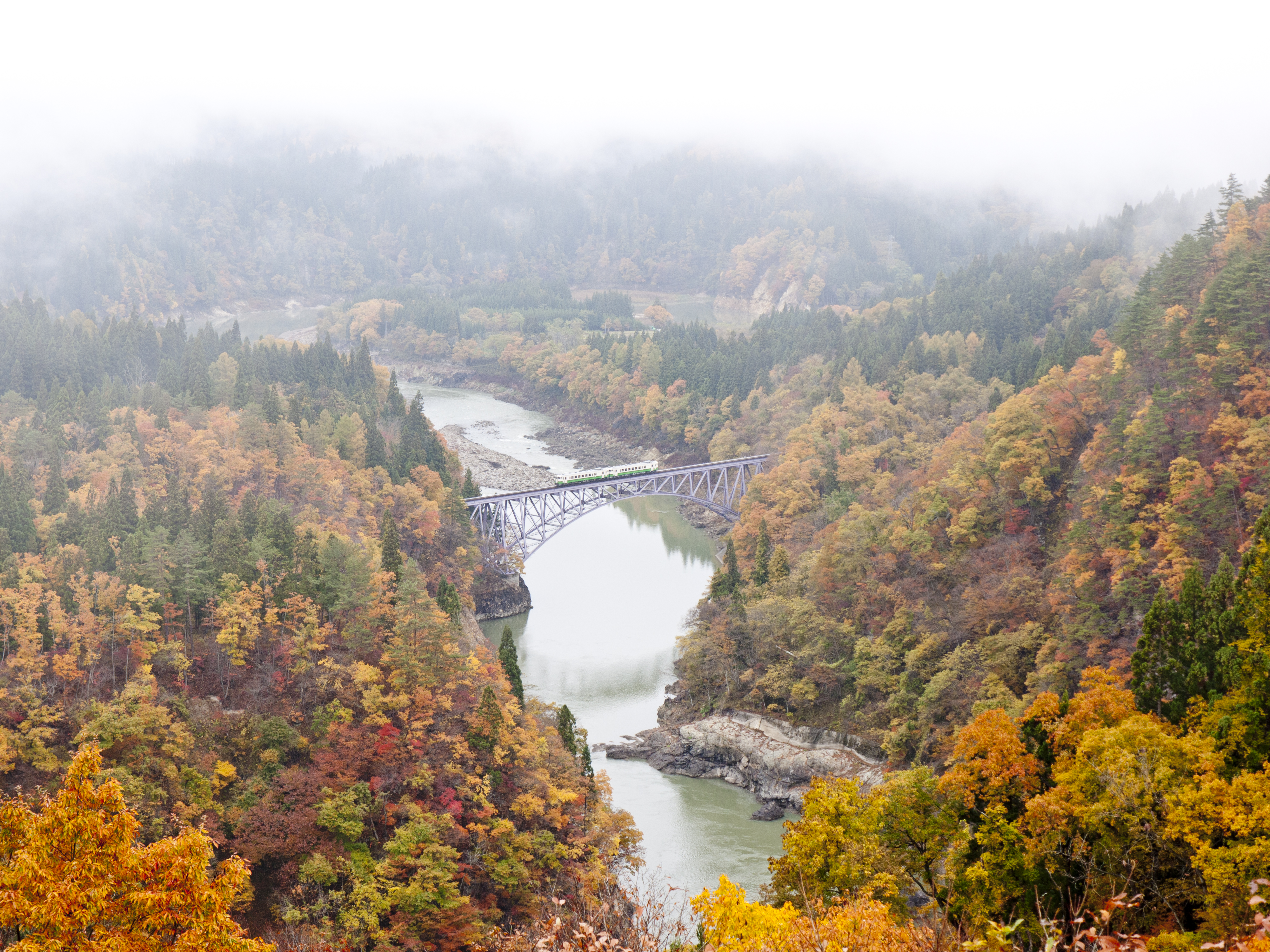

Пові́т О́нума (яп. 大沼郡, おおぬまぐん, МФА: [oːnuma guɴ]) — повіт в префектурі Фукусіма, Японія.